# Latinske folkeslag
Latinske folkeslag eller romanske folkeslag er en betegnelse for de folkeslag, der i høj grad er præget af romersk kultur og som taler et romansk sprog.  De romanske sprog har udviklet sig med baggrund i vulgærlatin.

## Romanske sprog
Brugen af de latinske sprog udviklede sig først i regionen Latium i det centrale Italien, talere af proto-Latin har eksisteret siden 1000 år før kristi fødsel. Med Romerriget spredte de latinske sprog sig først videre i Italien og derfra til Sydeuropa, Vesteuropa, Centraleuropa, Sydøsteuropa, Nordafrika og dele af Vestasien. Efter Det Vestromerske Riges sammenbrud, så var der tilbagegang i brugen af latin, men det var fortsat meget udbredt bl.a. i Den Romerskkatolske kirke og hos germanske Visigoter. Med baggrund i regionale variationer i sproget opstod der flere regionale sprog, de såkaldte romanske sprog.